# Ballet de Stuttgart

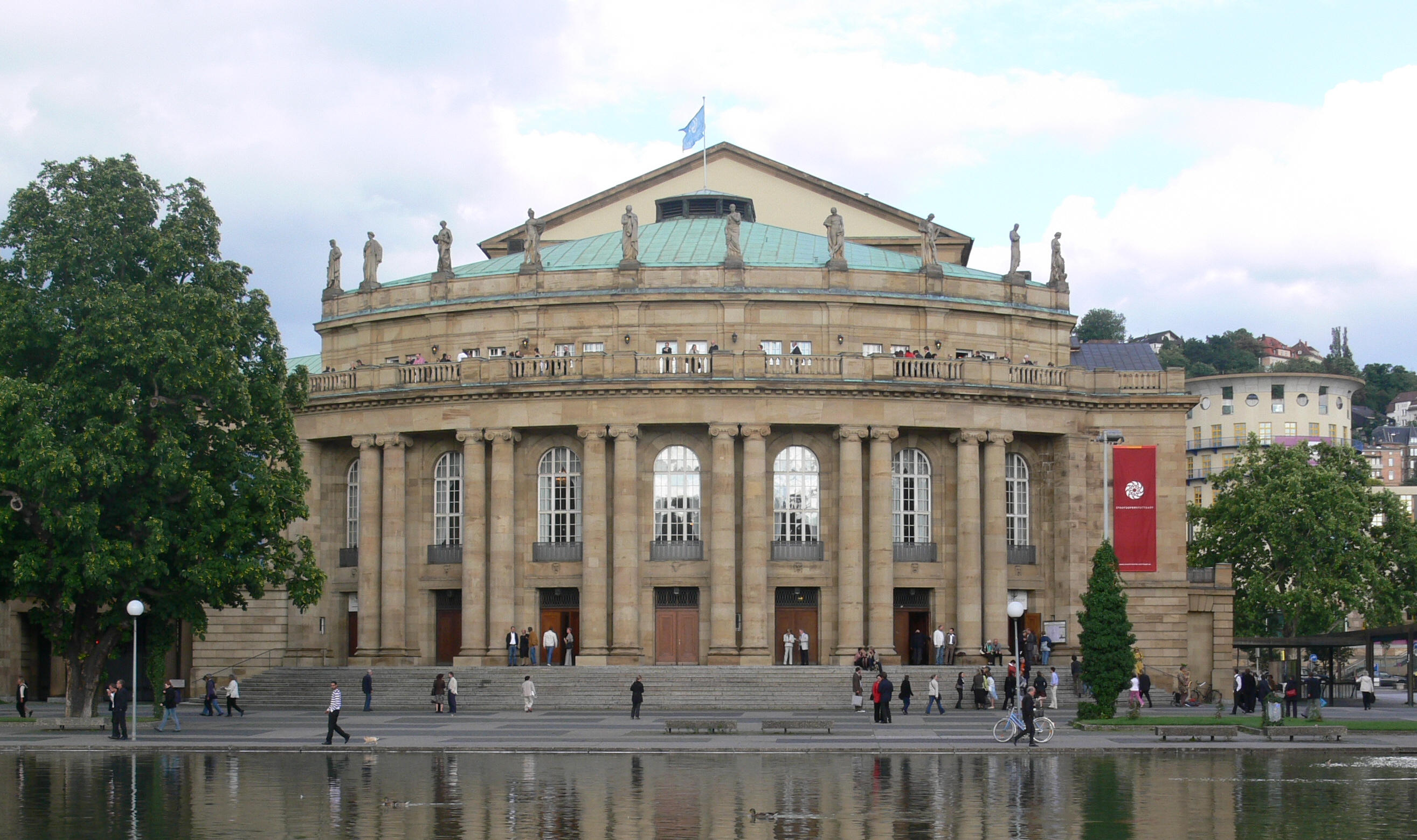
Staatsoper Stuttgart, sede del Stuttgart Ballet

El Ballet de Stuttgart fue la primera gran compañía de ballet alemana. Saltó a la fama en la década de 1960 con el director artístico John Cranko. La compañía es famosa por las representaciones de los ballets narrativos de larga duración como Romeo y Julieta, Eugene Onegin, La fierecilla domada, La dama de las camelias y Un tranvía llamado deseo, y sigue estando considerada por la crítica como uno de los mejores ballets del mundo en su combinación de ballet clásico y modernos.
El Ballet de Stuttgart tiene una tradición de producción de la nueva y excitante danza contemporánea, al tiempo que jóvenes coreógrafos y bailarines tienen la oportunidad de expresarse por vez primera en el mismo. Algunos bailarines que han surgido de las filas de la compañía para convertirse en algunos de los coreógrafos más conocidos del mundo incluyen a John Neumeier, William Forsythe, Uwe Scholz, John Alleyne, Jiri Kylián y Renato Zanella.
El moderno Ballet de Stuttgart ha evolucionado desde el ballet real que residía en la corte del duque de Württemberg ya en 1609. Entre los más destacados directores artísticos que han pasado por él se encuentran Glen Tetley y Marcia Haydée. Reid Anderson es el director artístico desde 1996. El Ballet de Stuttgart es conocido por disfrutar de un público entusiasta y conocedor; realiza sus representaciones en el Teatro de la Ópera de Stuttgart.